# Abra Pampa
Abra Pampa es la ciudad cabecera del departamento de Cochinoca, en la provincia argentina de Jujuy.
Centro neurálgico de servicios y comunicaciones de la Puna, es la segunda urbe en importancia de la región, luego de La Quiaca, de la que se encuentra 73 km al sur, por la RN 9, pavimentada, que también la comunica con la capital provincial, distante 211 km.
Se encuentra situada en la entrada meridional de la gran altiplanicie conocida como el Altiplano argentino, al pie del cerro Huancar.

## Toponimia
Su nombre es una combinación de la arcaica palabra española común entre los marineros abra (apócope de abertura), que en la región tiene el significado de desfiladero, y pampa, palabra quechua que significa ‹llanura›, es decir: ‹desfiladero› (y) ‹llanura›; en efecto, esta ciudad se ubica en una planicie próxima a varios desfiladeros, especialmente al que se encuentra al este y que la comunica con las regiones chacopampeanas de Argentina.

## Historia de «La Siberia Argentina»
La ciudad fue fundada el 31 de agosto de 1883 en el departamento de Cochinoca a 22 km al este del antiguo pueblo de Cochinoca. En el año 1915 desplazó al viejo pueblo de la Puna en su función política de capital departamental. Durante esta época, la actividad fundamental era la minería. El nuevo pueblo se llamó «La Siberia Argentina», por el frío extremo y la concomitante rigurosidad de su clima. El nombre no prosperó, y se rebautizó con el que siempre había sido conocido el paraje, Abra Pampa.
La Puna comenzó a poblarse hace unos trece milenios atrás. Durante los primeros miles de años de la vida del hombre en la Puna, todo giró alrededor de la caza y la recolección: se cazaban aves, suris, vizcachas, llamas y vicuñas; se juntaban raíces comestibles, huevos y los escasos frutos de la vegetación puneña. El ambiente obligaba a sus habitantes a una forma de asentamiento disperso e inestable. Hace unos 3 000 años empezaron a aparecer los primeros grupos de agricultores y ganaderos.
El poblado parece haber sido la forma ideal de asentamiento de la población y fue el único tipo de instalación concentrada hasta hace relativamente poco tiempo. Las aglomeraciones urbanas más grandes del Altiplano Jujeño son La Quiaca y Abra Pampa. Toda esta zona estuvo habitada, y aún lo sigue estando, por los quechuas y los aymaras, los cuales fueron dominados por los incas desde 1475.
Todos estaban bajo la influencia del Imperio Inca y tenían con éste una estrecha relación: de tal manera que el famoso Camino del Inca pasaba por la Puna, conectando el norte del altiplano y Cuzco con lo que es hoy Chile y Mendoza. Era grande la influencia de los Incas en el aspecto cultural, comercial y religioso. Cada grupo funcionaba como una tribu independiente, con sus propias autoridades y su propio idioma, todos se entendían usando el quechua, la lengua del altiplano.
Hubo un aumento de población considerable durante el período de dominación inca. Algunos lo relacionan con la mejora en las técnicas de cultivo, lo que podría haber impulsado una mejor alimentación, una mayor esperanza de vida, una menor mortalidad infantil. Se produjeron migraciones hacia lo que es hoy la Puna Argentina desde otros lugares del altiplano, posiblemente de mitimaes, colonos que los incas instalaban en los bordes de su imperio. A la llegada de los españoles, la Puna era un activo lugar de producción e intercambio comercial.
Abra Pampa es la sede del «Festival del Huancar», y en agosto se hace la «Fiesta a la Pachamama».

## Economía
En la época precolombina el comercio tenía vital importancia gracias al camino del inca. En tiempos de la colonia española, particularmente en el siglo XVII, la región poseía entre 600 a 800 habitantes y era un centro minero de importancia.
A poca distancia de la ciudad se sitúa la «Vicuñera de Miraflores», en una estación experimental del INTA, donde se crían vicuñas en semilibertad.
La ganadería se ve representada por caprinos, auquénidos (camélidos americanos) y ovinos y es de vital importancia para la ciudad.
En el margen izquierdo del río Miraflores, se encuentra asentada sobre una altiplanicie extensa que puede ser ubicada entre las últimas estribaciones de la sierra de El Aguilar  y las sierras de Cochinoca.
Su economía actual de los abrapampeños, tiene carácter de autosubsistencia. Los que viven alejados del pueblo viven de la ganadería, mientras aquellos que viven en el pueblo son comerciantes y otros pertenecen a la economía informal.

## Geografía

### Población
Cuenta con 8705 habitantes (Indec, 2010), lo que representa un incremento del 16.13% frente a los 7496 habitantes (Indec, 2001) del censo anterior.
| Gráfica de evolución demográfica de Abra Pampa entre 1991 y 2010 |
|                                                                  |
| Fuente: Censos nacionales del INDEC                              |

### Sismicidad
La sismicidad del área de Jujuy es frecuente y de intensidad baja, y un silencio sísmico de terremotos medios a graves cada 40 años.
- Sismo de 1863: aunque dicha actividad geológica catastrófica, ocurre desde épocas prehistóricas, el terremoto del 4 de enero de 1863 (162 años),[5] señaló un hito importante dentro de la historia de eventos sísmicos jujeños, con 6,4 Richter. Pero nada cambió extremando cuidados o restringiendo códigos de construcción.[4]
- Sismo de 1948: el 25 de agosto de 1948 (76 años) con 7,0 Richter, el cual destruyó edificaciones y abrió numerosas grietas en inmensas zonas.[5][4]
- Sismo de 2009: el 6 de noviembre de 2009 (15 años) con 5,6 Richter.

## Clima
El clima de la ciudad de Abra Pampa es frío riguroso y continental, con temperaturas mínimas que alcanzan los −22 °C y los 27 °C de máxima (periodo 1981-1990) en la estación de la red SMN. El promedio anual de la temperatura mínima es de −2,4 °C, datos correspondientes a los 10 años en que funcionó la estación meteorológica de Abra Pampa (breve periodo 1981-1990). En cuanto a los datos de la estación meteorológica de la red SIGA-INTA, los mismos da como resultante una temperatura mínima media anual de −3.7 °C para el periodo 1998-2006,  con una mínima absoluta para toda la serie histórica de −23,5 °C (1959-2007). La ciudad soporta un promedio de 70 días al año con temperaturas mínimas diarias iguales o inferiores a −12 °C. Los meses más fríos del año son junio y julio, con una temperatura mínima media de −11 °C y −12 °C respectivamente. El mes más caluroso del año es diciembre, con una temperatura máxima media de 21,1 °C.
| Parámetros climáticos promedio de Abra Pampa - Normales : 1981-1990 - Extremos : 1981-1990 | Parámetros climáticos promedio de Abra Pampa - Normales : 1981-1990 - Extremos : 1981-1990 | Parámetros climáticos promedio de Abra Pampa - Normales : 1981-1990 - Extremos : 1981-1990 | Parámetros climáticos promedio de Abra Pampa - Normales : 1981-1990 - Extremos : 1981-1990 | Parámetros climáticos promedio de Abra Pampa - Normales : 1981-1990 - Extremos : 1981-1990 | Parámetros climáticos promedio de Abra Pampa - Normales : 1981-1990 - Extremos : 1981-1990 | Parámetros climáticos promedio de Abra Pampa - Normales : 1981-1990 - Extremos : 1981-1990 | Parámetros climáticos promedio de Abra Pampa - Normales : 1981-1990 - Extremos : 1981-1990 | Parámetros climáticos promedio de Abra Pampa - Normales : 1981-1990 - Extremos : 1981-1990 | Parámetros climáticos promedio de Abra Pampa - Normales : 1981-1990 - Extremos : 1981-1990 | Parámetros climáticos promedio de Abra Pampa - Normales : 1981-1990 - Extremos : 1981-1990 | Parámetros climáticos promedio de Abra Pampa - Normales : 1981-1990 - Extremos : 1981-1990 | Parámetros climáticos promedio de Abra Pampa - Normales : 1981-1990 - Extremos : 1981-1990 | Parámetros climáticos promedio de Abra Pampa - Normales : 1981-1990 - Extremos : 1981-1990 |
| Mes                                                                                        | Ene.                                                                                       | Feb.                                                                                       | Mar.                                                                                       | Abr.                                                                                       | May.                                                                                       | Jun.                                                                                       | Jul.                                                                                       | Ago.                                                                                       | Sep.                                                                                       | Oct.                                                                                       | Nov.                                                                                       | Dic.                                                                                       | Anual                                                                                      |
| ------------------------------------------------------------------------------------------ | ------------------------------------------------------------------------------------------ | ------------------------------------------------------------------------------------------ | ------------------------------------------------------------------------------------------ | ------------------------------------------------------------------------------------------ | ------------------------------------------------------------------------------------------ | ------------------------------------------------------------------------------------------ | ------------------------------------------------------------------------------------------ | ------------------------------------------------------------------------------------------ | ------------------------------------------------------------------------------------------ | ------------------------------------------------------------------------------------------ | ------------------------------------------------------------------------------------------ | ------------------------------------------------------------------------------------------ | ------------------------------------------------------------------------------------------ |
| Temp. máx. abs. (°C)                                                                       | 26.0                                                                                       | 27.0                                                                                       | 26.0                                                                                       | 24.0                                                                                       | 23.0                                                                                       | 20.0                                                                                       | 22.0                                                                                       | 24.0                                                                                       | 24.0                                                                                       | 26.5                                                                                       | 27.0                                                                                       | 27.0                                                                                       | 27.0                                                                                       |
| Temp. máx. media (°C)                                                                      | 20.4                                                                                       | 19.4                                                                                       | 19.8                                                                                       | 19.1                                                                                       | 16.4                                                                                       | 14.0                                                                                       | 14.3                                                                                       | 17.0                                                                                       | 18.8                                                                                       | 20.9                                                                                       | 21.4                                                                                       | 21.1                                                                                       | 18.6                                                                                       |
| Temp. media (°C)                                                                           | 13.1                                                                                       | 12.3                                                                                       | 11.9                                                                                       | 8.7                                                                                        | 4.1                                                                                        | 1.5                                                                                        | 1.1                                                                                        | 3.8                                                                                        | 6.3                                                                                        | 10.9                                                                                       | 11.6                                                                                       | 12.8                                                                                       | 8.2                                                                                        |
| Temp. mín. media (°C)                                                                      | 5.9                                                                                        | 5.2                                                                                        | 4.1                                                                                        | -1.6                                                                                       | -8.2                                                                                       | -11.0                                                                                      | -12.0                                                                                      | -9.4                                                                                       | -6.1                                                                                       | -1.9                                                                                       | 1.9                                                                                        | 4.5                                                                                        | -2.4                                                                                       |
| Temp. mín. abs. (°C)                                                                       | -3.0                                                                                       | -2.0                                                                                       | -5.0                                                                                       | -10.0                                                                                      | -16.0                                                                                      | -18.5                                                                                      | -22.0                                                                                      | -19                                                                                        | -18                                                                                        | -12                                                                                        | -9.5                                                                                       | -5                                                                                         | -22.0                                                                                      |
| Precipitación total (mm)                                                                   | 94.3                                                                                       | 89.3                                                                                       | 79.7                                                                                       | 8.1                                                                                        | 0.0                                                                                        | 0.0                                                                                        | 0.0                                                                                        | 0.2                                                                                        | 0.9                                                                                        | 4.6                                                                                        | 35.0                                                                                       | 71.9                                                                                       | 387.6                                                                                      |
| Fuente: SMN: estación meteorológica Abra Pampa - Período 1981-1990.</ promedio 1981-1990   |                                                                                            |                                                                                            |                                                                                            |                                                                                            |                                                                                            |                                                                                            |                                                                                            |                                                                                            |                                                                                            |                                                                                            |                                                                                            |                                                                                            |                                                                                            |

## Turismo
Ubicada al norte de la provincia de Jujuy, cercana a las localidades de Casabindo y Cochinoca, Abra Pampa se alza sobre un relieve hostil, con poca vegetación y a orillas de un curso de agua. Con el ritmo propio de las ciudades norteñas, invita a disfrutar de paseos urbanos que descubren parte de su historia y actividades que desafían su geografía.
Abra Pampa es nexo entre la Puna al oeste y al este las selvas (yungas) y los valles. Es una ciudad netamente comercial, al ser favorecida por su ubicación geográfica; pese a esto su índice de desocupación es alto.
Atravesada por la Ruta Nacional n.º 9, una arquitectura sencilla bordea sus calles junto a algunos árboles que regalan su sombra. Al transitarlas, los testimonios del pasado comienzan a aparecer: la iglesia con un campanario central es una de las construcciones más pintorescas; la estación del ferrocarril resiste el paso del tiempo, pero ya ningún tren lustra sus vías; completan el paseo, una visita al Museo Histórico Arqueológico Leopoldo Abán.
Las costumbres y tradiciones ancestrales forman parte de los tesoros que este destino invita a descubrir. Los carnavales y el ritual de la Pachamama son acontecimientos dignos de admirar por estas latitudes, al igual que las ferias artesanales donde se encuentran los típicos tejidos puneños.
Ubicada a los pies del majestuoso cerro Huancar es un destino ideal para los amantes de los deportes extremos como el samboard y esquí para arena , completando una propuesta turística versátil y que además permite descubrir paraísos como el Monumento Natural Laguna de los Pozuelos.

## Feria de Pascua
En el mundo andino son frecuentes las referencias al trueque como sistema de intercambios de bienes y servicios, tanto en relación con procesos históricos como del presente. 
Si bien no hay una fecha bien establecida de cuando la misma se instaló en la localidad, es una de las más jóvenes, debido a que en la zona Puneña se sabe de otras que tienen mayor antigüedad, a través de una fuente dialogada pudimos saber que la misma estaría cumpliendo su centenario en el 2033, teniendo hasta la actualidad unos 89 años que se instauró en “La Siberia Argentina”.
El intercambio ha estado presente en las  actividades de los seres humanos a lo largo de su historia. Las relaciones que de  él resultan son, entonces, constitutivas de nuestras sociedades, puesto que a  través se crean lazos entre las personas. Contrariamente a lo que se  piensa, el intercambio con fines de ganancia (para la acumulación o incremento  de utilidades) es solo una forma y, aunque muy extendida en la actual convive con otras de igual o mayor relevancia sociocultural. Se pretende poner el  foco en los diversos tipos de intercambio, en este caso observados en una feria de  la región andina: FERIA DE PASCUAS DE ABRA PAMPA.
A lo largo del tiempo distintos pueblos en diversas geografías han intercambiado objetos, alimentos y servicios, sin necesidad de usar el dinero como medio. A esta práctica se la define trueque o cambalache (intercambio). 
Abra Pampa, luego de la instalación del ferrocarril, se ha convertido en el epicentro de la región y eso ha dado la posibilidad de que esta actividad milenaria vaya acrecentándose con el transcurso de tiempo y la misma se va desarrollando a lo largo de estos años, transmitiéndose los saberes, conocimientos de generación en generación.

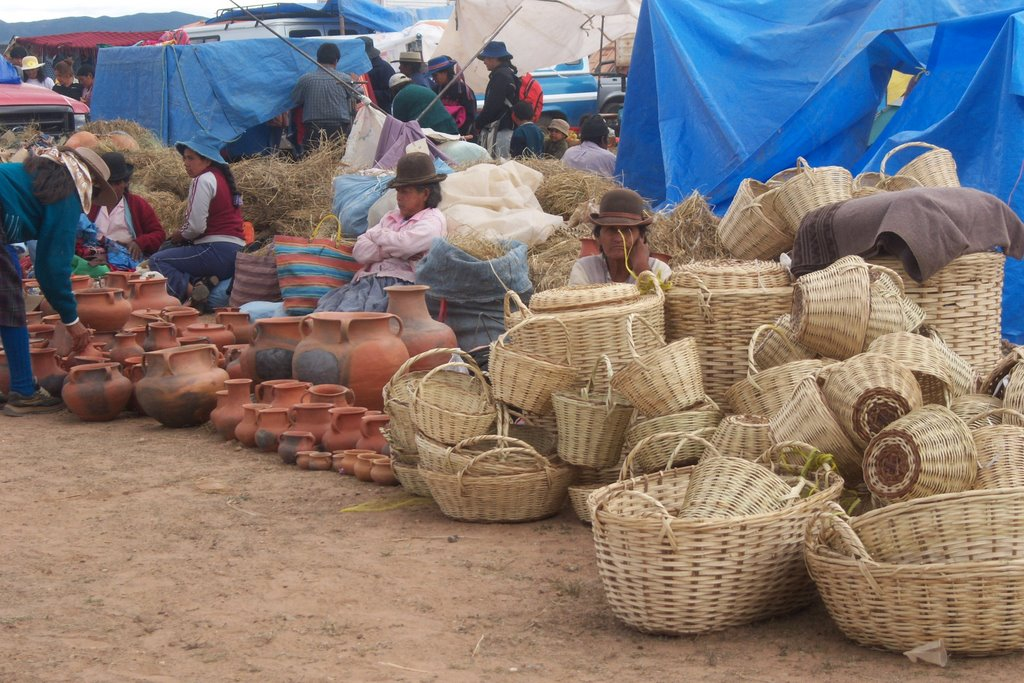
Archivo:FERIA_DE_PASCUA_ABRA_PAMPA.jpgOllas y canasta para el intercambio
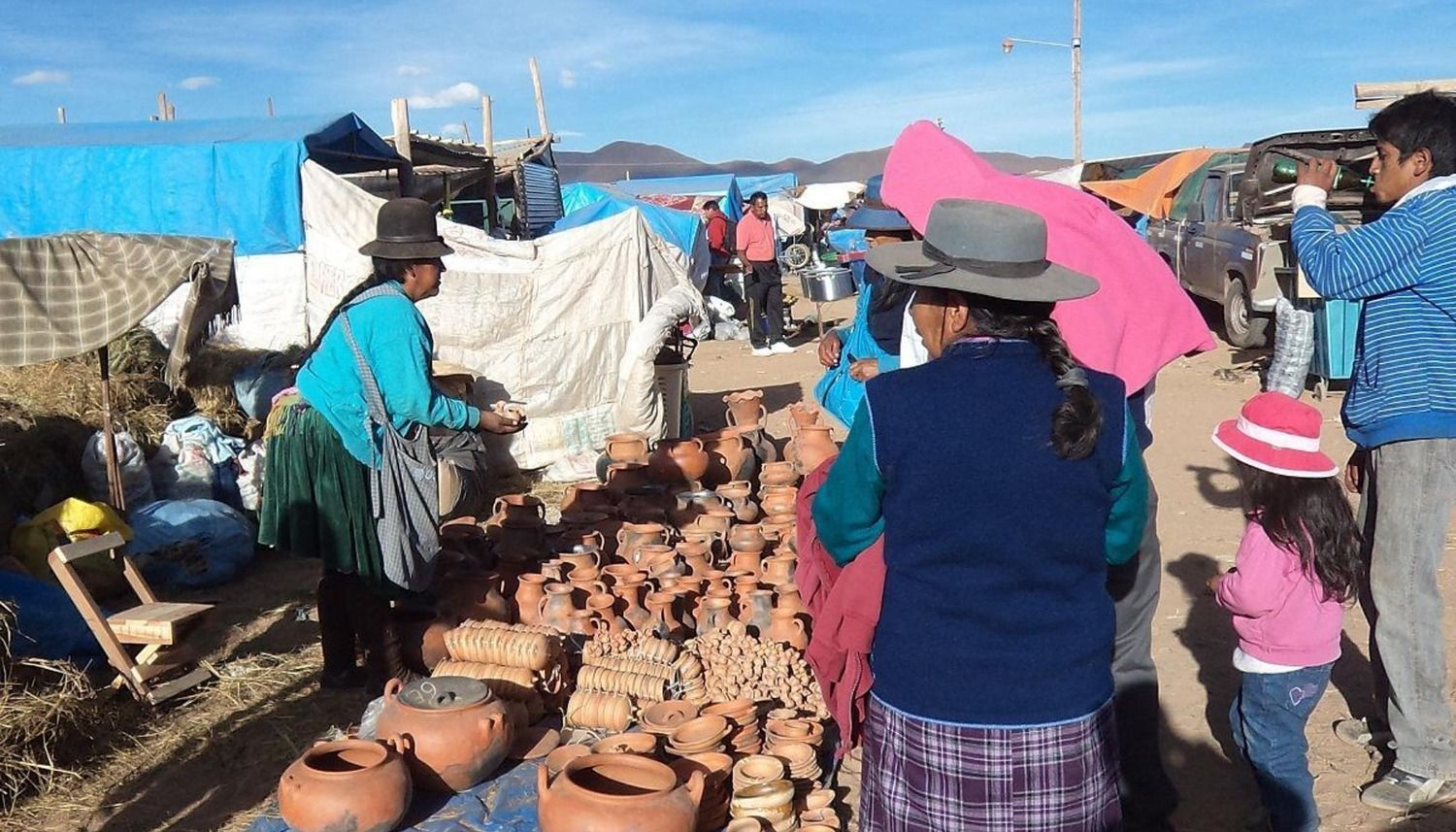
Archivo:FERIA_DE_PASCUA_ABRA_PAMPA_DEPARTAMENTO_DE_COCHINOCA.jpgIntercambio, lugareños con vendedores del País vecino de Bolivia
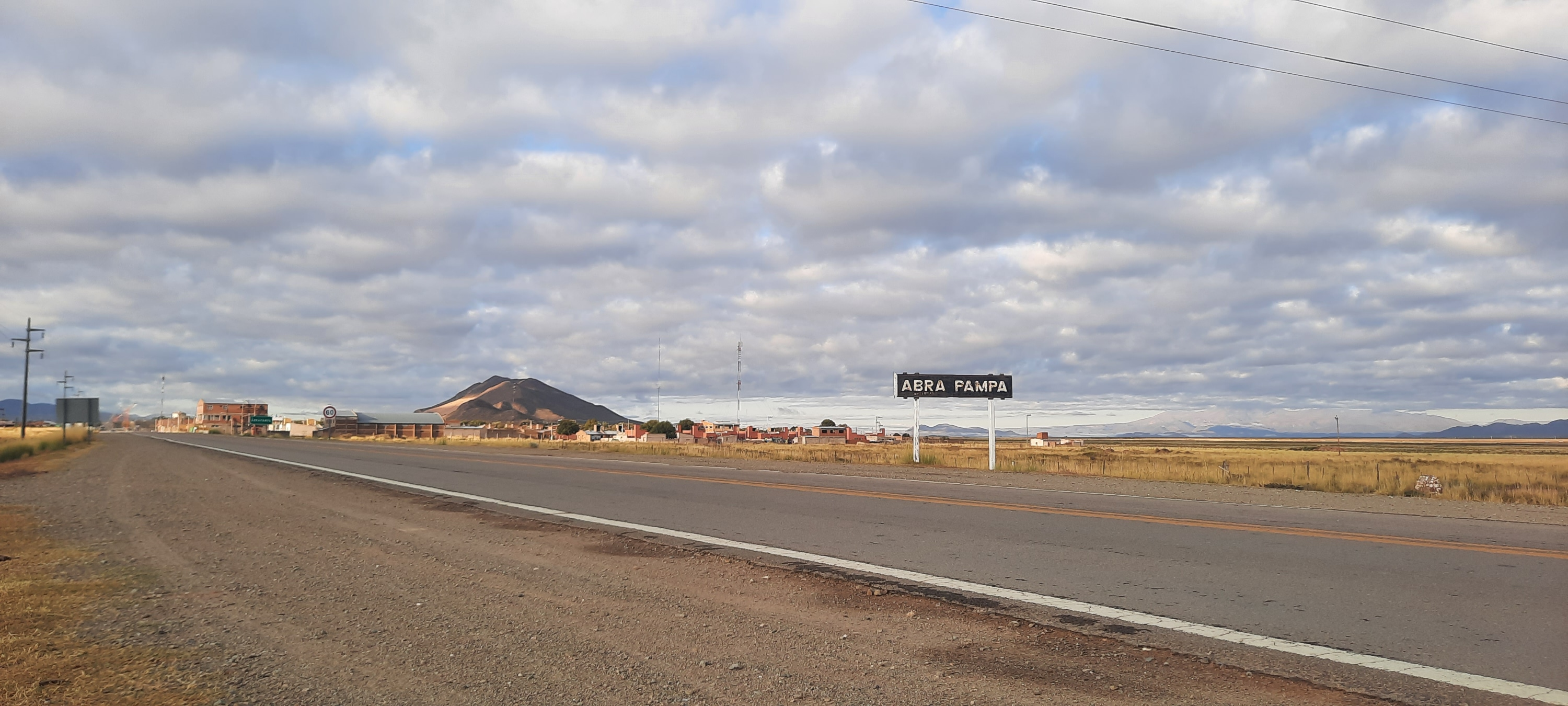
Archivo:ABRA_PAMPA.jpgIngreso a Abra Pampa, Ruta Nacional N° 9

Etimológicamente, la palabra feria procede del latín feria, cuyas acepciones posibles son: solemnidad, fiesta, día de fiesta, significados que han pervivido en el idioma español. Algunos autores encuentran similares significados vinculados a la solemnidad y a las peregrinaciones. Con el tiempo, paulatinamente, esas fiestas que en un principio estaban fuertemente vinculadas a cuestiones religiosas, aparecen unidas a prácticas mercantiles y, poco a poco, las transacciones prevalecen sobre los originales temas convocantes (Cuéllar y Parra, 2001).

## Problemática ambiental
La ciudad actualmente tiene un grave problema ambiental provocado por la mina, ubicada al costado de la ciudad y productora de plata y plomo. La empresa propietaria Metal Huasi SA, la cerró en 1985, y sus directivos con total actitud negligente y criminal, dejaron las escorias y sobrantes (aproximadamente unas 15.000 t) apiladas en el predio y al costado de varios barrios, como el 12 de octubre, provocando así la dispersión de las partículas de plomo. La contaminación resultante es tan alarmante que muchos niños presentan niveles de plomo en sangre cercanos a 30 µg/dL, cuando el máximo permitido por ley es de 10 µg/dL, aunque se ha demostrado que ya con un 5 µg/dL alcanza para provocar distintos problemas neuronales y cognitivos.
Recién en 2007, y tras varias investigaciones periodísticas, la situación de Abra Pampa adquiere estado público y se cuestiona el accionar de las autoridades nacionales y provinciales. Ese mismo año, el Grupo de Investigación de Química Aplicada (INQA) de la Universidad Nacional de Jujuy demostró que el 81 % de la población infantil analizada contenía valores de plomo en cantidades perjudiciales para la salud. A fines del mismo año, el Ministerio de Salud de Jujuy admitió que al menos el 10 % de la población adulta tenía “niveles críticos” de plomo en sangre.
También en 2007, el Defensor del Pueblo de la Nación dicta una resolución recomendando al gobierno de la provincia de Jujuy que se otorgue tratamiento, en forma urgente, de todas las personas afectadas. Además recomienda a la Secretaría de Ambiente y Desarrollo Sustentable de la Nación que implemente las medidas necesarias para garantizar que —hasta tanto se realice la recomposición del pasivo ambiental— los residuos sean aislados en forma efectiva para que no causen más daño a las personas y al ambiente. 
En 2009, la Clínica de Derechos Humanos de la Facultad de Derecho de la Universidad de Texas publicó un informe que incluía una serie de recomendaciones en el mismo sentido, dirigidas a autoridades provinciales y nacionales.
La Nación cuenta con un crédito del BID para implementar un Plan de Remediación en la zona. El mismo demandará 3 años (2008-2010) y se desarrollará en conjunto con la provincia quienes, además, pusieron en marcha un «plan de acciones inmediatas» (fines de 2007) para atender la situación hasta tanto se inicie el proyecto del BID. El Plan de Remediación prevé —entre otras cosas— trasladar los residuos a la mina de la empresa minera Aguilar para su tratamiento, realizar una limpieza del lugar y dar tratamiento a las personas afectadas. A pesar de que las actividades ya se han iniciado, los pobladores denuncian incumplimientos y demoras en las tareas previstas.
El informe de la Clínica de Derechos Humanos de 2009 denuncia fallas en los organismos de control, así como también la ineficiencia de los planes de remediación efectuados.
Señala que solamente se han instalado alambrados para que los residentes no se acerquen a los materiales, lo cual es insuficiente, y da cuenta de la falta de interés respecto al tema por parte de las autoridades locales y nacionales. Dicho informe fue presentado en diversos organismos internacionales: la Comisión Interamericana de Derechos Humanos (CIDH), la Oficina Panamericana de la Salud y Naciones Unidas.
En enero de 2011 el Concejo Deliberante del pueblo aprobó una ordenanza que prohíbe «la radicación, instalación o funcionamiento de exploraciones  mineras metalíferas a cielo abierto o las explotaciones mineras que utilicen sustancias químicas como cianuro, mercurio, ácido sulfúrico y otras sustancias tóxicas similares en sus procesos de cateo, prospección, exploración, explotación y/o industrialización», así como el ingreso, tráfico, uso, almacenamiento, comercialización, producción y transporte de sustancias tóxicas usadas en minería.
También se hallan en la localidad otras empresas (como una curtiembre) que podrían causar contaminación debido a los residuos que eliminan del producto de sus actividades.

## Salud y educación
Abra Pampa cuenta con un hospital público ubicado en el área urbana y cinco centros de asistencia en distintos barrios.
La localidad cuenta con varios establecimientos educativos desde el nivel inicial al nivel medio, algunos de ellos instalados en la zona rural. 

Posee un instituto terciario de educación superior orientado a la formación docente.

### Nivel Primario
- Escuela N.º 222
- Escuela de Frontera N.º 7
- Escuela N.º 245

Escuela Normal Superior Sargento Juan Bautista Cabral. Nivel primario

### Nivel secundario
- Escuela Normal Superior Sargento Juan Bautista Cabral
- Colegio Polimodal N.º 2
- Escuela provincial Agrotécnica N.º 8

### Nivel terciario
- Instituto de Educación Superior N.º 1 - Sede Abra Pampa

## Transporte y medios de comunicación
La terminal de buses de larga distancia, ubicada en la zona urbana, brinda servicios a las empresas de transporte público de pasajeros. 

La emisoras de radio América y Radio Arias FM 91.1 LRQ800 transmiten sus programas desde la localidad. En 2011 se sumó Radio Pachacuti, la primera emisora radial argentina creada y gestionada integralmente por miembros de las comunidades originarias.

## Parroquias de la Iglesia católica en Abra Pampa
| Prelatura territorial | Humahuaca                  |
| --------------------- | -------------------------- |
| Parroquia             | Nuestra Señora del Rosario |

### Fiestas patronales en honor a la Virgen del Rosario
Las fiestas patronales en honor a la Virgen del Rosario tiene como fecha central 7 de octubre.
En devoción a la Virgen, gente de todos lados participan de las celebraciones, la procesión por las calles céntricas y las danzas andinas.

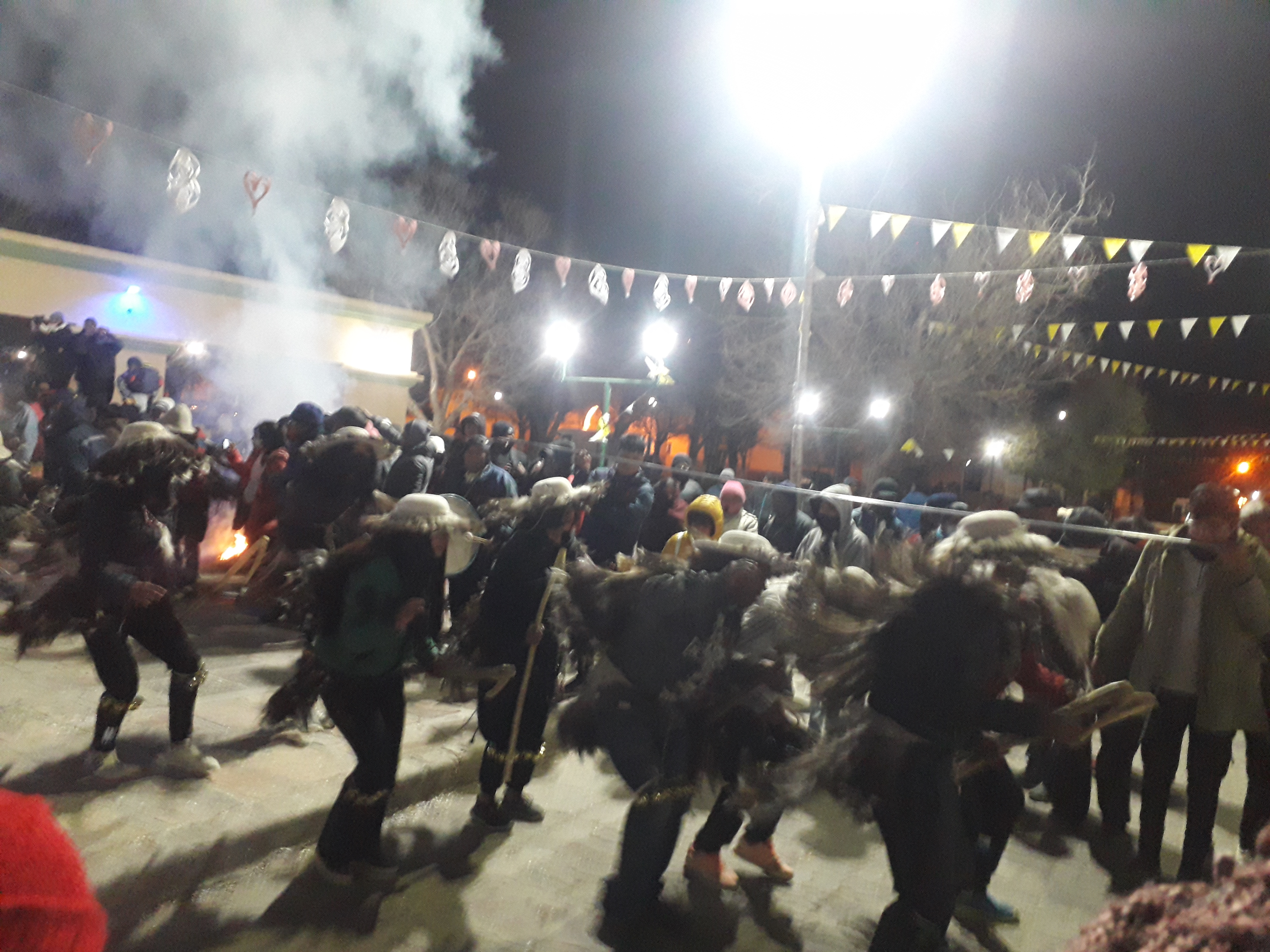
Danza de los samilantes o suris, en el marco de las fiestas patronales a la Virgen del Rosario, patrona de la ciudad de Abra Pampa.

Las  fiestas patronales, tiene gran significado y desenvolvimiento cultural y social, se realiza la danza de los  Sikuris, Samilantes, las danza del torito y danzas andinas en las predominan los atuendos con plumas de animales y fueron transmitidas de generación en generación. Consisten en una serie de acciones realizadas principalmente por su valor simbólico, tienen fin práctico y a la vez trascienden lo cotidiano, ya que se apoyan en ideas acerca de la vida y de la existencia comunitaria.
La danza del sikuri se realiza con instrumentos autóctonos, como el erque, un instrumento del cuerno de vaca, sonajeros hechos de patas de uñas del ganado como ovejas, vacas o llamas. Los instrumentos forman parte esencial de esta danza, que es un ritual en agradecimiento a la virgen.
Dentro de la misma danza de los samilantes se suma la Danza de los toritos y caballitos. En esta danza, acompañada a las anteriores, participan tres personas, de las cuales uno es el torito que lleva una montera de cuero que simula la cabeza del animal y los otros dos son caballitos que resisten al primero, con un aro de cuero que se ajusta a la cintura con una cabeza de caballo. Los tres danzantes bailan al son de la flauta y la caja. Los caballitos simulan luchas contra el torito y los tres avanzan y retroceden, yendo a veces contra el público que mira.
Estas danzas tienen un gran significado de agradecimiento, ofrecimiento y petición en las fiestas patronales a la Virgen madre del Pueblo.